# Marie Anne Victoire Pigeon
Marie Anne Victoire Pigeon d'Osangis (París, 1724-Berlín, 1767) fue una matemática y escritora francesa.
Era hija del científico Jean Pigeon. En 1744, se fugó con su profesor, el matemático Pierre Le Guay de Prémontval, a Suiza, donde se casaron, y posteriormente a Berlín. En 1752, era profesora de la princesa Guillermina de Hesse-Kassel.
Diderot la cita junto a su esposo en su libro Jacques el fatalista. De acuerdo a J. Assézat, es también a ella a quien se dirige la dedicatoria de Mémoires sur différents sujets de mathématiques, también de Diderot.

## Trabajos
- Le méchaniste (sic) philosophe ou Mémoire contenant plusieurs particularités de la vie et des ouvrages du sieur Jean Pigeon [son père], La Haye, 1750.